# Порываев, Николай Фёдорович
Никола́й Фё́дорович Порыва́ев (25 декабря 1895, с. Адоевщино, Хвалынский уезд, Саратовская губерния — 5 ноября 1968, Казань, Татарская АССР) — российский советский врач, патологоанатом, доцент, кандидат медицинских наук, заведующий кафедрой патологической анатомии Казанского ГМИ (1955-1959 и 1966-1968), главный патологоанатом Министерства здравоохранения Татарский АССР.

## Биография
Родился в семье рабочего 25 декабря 1895 году в селе Адоевщино, Хвалынский уезд, Саратовская губерния, Российская империя.
В 1914 году окончил мужскую гимназию № 2 в городе Пенза. Поступил на медицинский факультет Харьковского университета, которое окончил в 1923 году. 
Получив диплом врача, начал работать ординатором, затем заведующим терапевтическим отделением Пензенской областной больницы до 1925 года. Также был судебно-медицинским экспертом. Потом был назначен заведующим прозектурой Пензенской больницы, патологоанатом, работал в этой должности с 1929 по 1936 год. Член и секретарь Пензенского общества патологоанатомов. Преподавал в Пензенском медицинском техникуме.
В ходе научной командировки в Москву и Ленинград прослушал курсы лекций по патологической анатомии у профессоров Г. В. Шора и В. Т. Талалаева и Ф. Я. Чистовича.
В 1936 году Порываев переехал в Казань, где был приглашён на кафедру патологической анатомии медицинского института. 
С началом Великой Отечественной войны мобилизован в Красную армию, служил начальником армейской патологоанатомической лаборатории Волховского и Ленинградского фронтов. Подполковник медицинской службы. Написал несколько научных работ, основанных на опыте, полученных во время войны. Награждён Орденом Красной Звезды, медалями «За оборону Ленинграда» и «За победу над Германией в Великой Отечественной войне 1941—1945 гг.»
В 1950 году защитил кандидатскую диссертацию на тему «К вопросу о морфологической характеристике эндемического зоба Марийской АССР». В 1953 году избран доцентом.
Автор 28 научных трудов, где особое место занимают результаты исследований щитовидной железы. Среди его учеников пять человек стали кандидатами медицинских наук, в том числе ассистенты  кафедры Н. В. Лукашук, Н. В. Лаптева и Н. М. Калугина. 
Наряду с научной и преподавательской, Порываев занимался и практической работой – являлся прозектором Казанской городской больницы № 1 (Шамовской больницы).
Умер 5 ноября 1968 года в Казани, похоронен на первой аллее Арского кладбища.